# Jacques de Oliveira Neves
Jacques de Oliveira Neves (Lagos, 24 de Março de 1879 - Lagos, 21 de Dezembro de 1969), foi um farmacêutico, jornalista e político português.

## Biografia

### Nascimento e família
Nasceu na Freguesia de Santa Maria, no Concelho de Lagos, em 24 de Março de 1879, filho de Elisa Augusta de Oliveira Neves e de João António das Neves.

### Carreira profissional e política
Ocupou, por três vezes, a posição de vereador na Câmara Municipal de Lagos, tendo sido nomeado pelo Governador Civil de Faro como presidente da autarquia de Lagos, cargo que cumpriu entre 3 de Janeiro e 10 de Abril de 1940.
Como jornalista, colaborou em vários periódicos, concentrando-se na defesa dos interesses de Lagos; exerceu, igualmente, como director do Jornal de Lagos, durante cerca de 22 anos.
Exerceu como farmacêutico, e, em 13 de Março de 1937, tornou-se membro do Conselho Paroquial de São Sebastião.

### Casamento e morte
Casou com Margarida Constância de Almeida Costa Franco.
Faleceu em Lagos, no dia 21 de Dezembro de 1969.

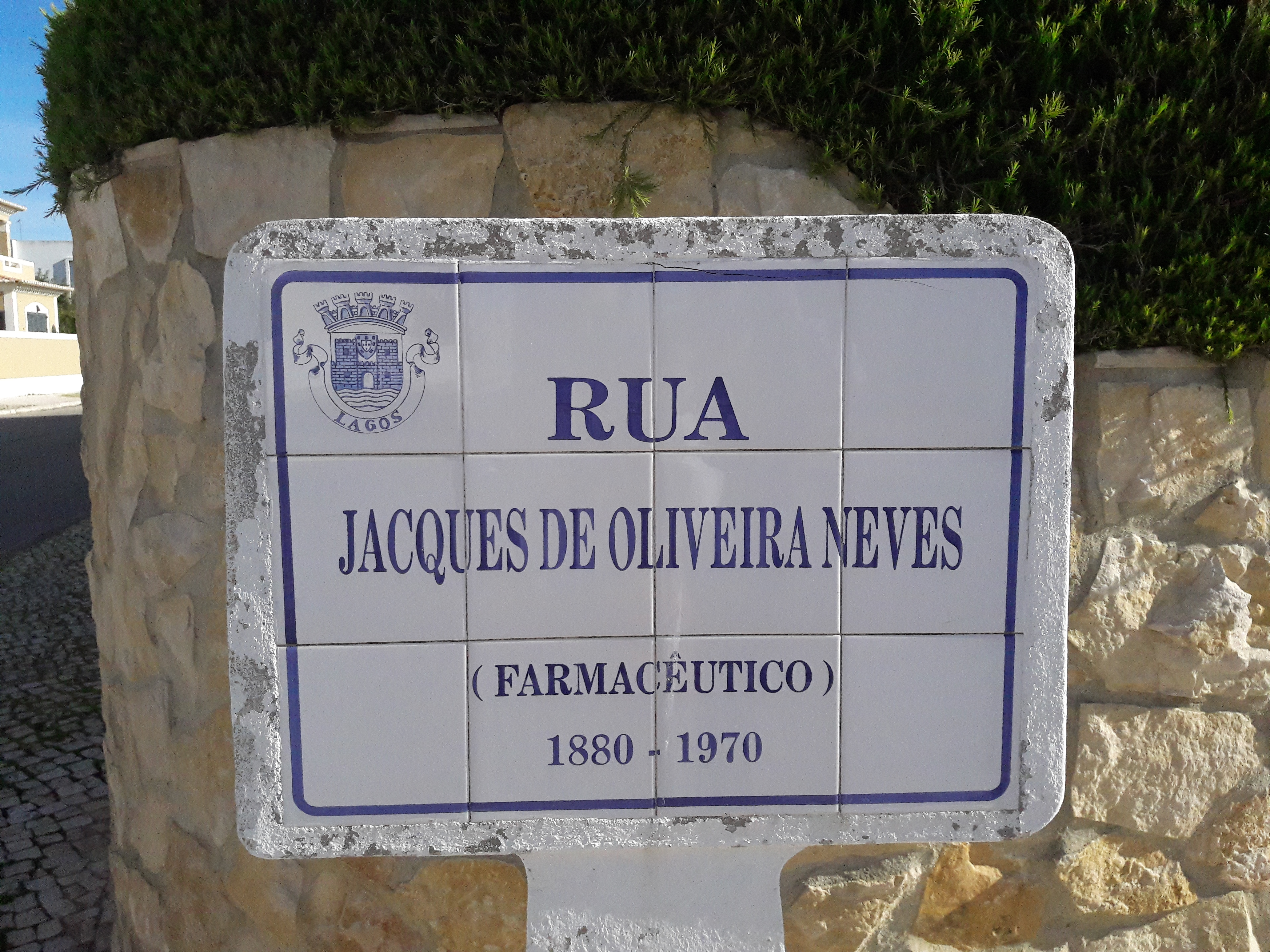
Placa da Rua Jacques de Oliveira Neves, na cidade de Lagos.

## Homenagens
Em 16 de Agosto de 2000, a Câmara Municipal de Lagos atribuiu o seu nome a uma rua da Freguesia de Santa Maria.